# هانری دو کونیاک
هانری دو کونیاک (انگلیسی: Henri de Coignac؛ زادهٔ ۳ اکتبر ۱۹۳۵) دیپلمات اهل فرانسه است.